# Inger van Heijst
Inger van Heijst (Velsen, 25 juni 1950) is een Nederlandse actrice die in Nederland bekendheid verwierf door haar rol als Jeanne Dekker in Goede tijden, slechte tijden. Inger was na haar vertrek (ze overleed in de reeks aan een ongeneeslijke ziekte), onder meer nog te zien in Medisch Centrum West en Goudkust. In Goudkust gaf ze gestalte aan Fie Hardebol, een vrouw die met geesten kon praten. Na twee seizoenen werd haar personage echter uit de serie geschreven. 

## Filmografie

### Film
- Ik ben Joep Meloen - May (1981)
- Te Gek Om Los Te Lopen - Vrouw achter bar (1981)

### Televisie
- Les Enquêtes du commissaire Maigret - Evelina Nahour (1978)
- Goede tijden, slechte tijden - Jeanne Daniël-Dekker (107 episodes, 1991)
- Medisch Centrum West - Annelies Rietschoten (1993-1994)
- Weekend -  Emmy (9 afleveringen, 1994)
- Goudkust - Fie Hardebol (179 afleveringen, 1996-1997)
- Dennis P. - Coby (2007)